# Sven-Göran Olhede
Klas Sven-Göran Olhede, född 5 september 1919 i Göteborg, död 19 mars 1978 i Spånga, var en svensk meteorolog och socialdemokratisk riksdagsledamot, senare statssekreterare.

## Biografi
Efter meteorologexamen vid SMHI 1945 anställdes Olhede där samma år, vid ABA 1946, blev chefsmeteorolog vid SAS 1951, chef för flygavdelningens säkerhetsektion 1957, för linjetjänstavdelningen där 1960, direktör för driftsplanerings- och driftskontrollavdelningen där 1962, kansliråd vid försvarsdepartementet 1965, statssekreterare där 1967–1969 (t.f. 1966), vid industridepartementet 1969–1971 samt generaldirektör och chef för Statens vägverk 1971–1978.
Olhede var representant i Internationella civila luftfartsorganisationen (ICAO) från 1947, ledamot av aeronautiska kommissionen vid International Meteorological Organization 1949–51, ordförande i meteorologiska kommittén vid International Air Transport Association 1951–60 och ledamot av meteorologiska och hydrologiska rådet 1961. Han var ledamot av riksdagens andra kammare 1970, invald i Göteborgs och Bohus läns valkrets. Från 1971 var han ledamot av den nya enkammarriksdagen.
Olhede skrev kapitlet om meteorologi i Handbok i flygning (B.G. Gunnar Larsson och Åke Landin; 1956, 1961, 1965).